# Coupe latine (rugby à XV)
Pour les articles homonymes, voir Coupe latine.
La Coupe latine est une compétition biennale de rugby à XV créée en 1995 et où s'affrontent l'Argentine, la France, l'Italie et la Roumanie. Seules deux éditions ont eu lieu, remportées par le XV de France.

## Création de la compétition
C'est une compétition voulue par la France dont le but premier est de concurrencer les nombreuses compétitions anglo-saxonnes de rugby. Il s'agit du premier tournoi exclusivement composé de pays latins. Cependant seules deux éditions se sont déroulées, la première en 1995 en Argentine, la seconde en 1997 en France.

## Les participants
Les participants à cette compétition sont exclusivement latins, ce sont les meilleures nations latines du moment selon le classement de l'IRB. La France, l'Argentine et l'Italie font partie de la première division mondiale du Rugby à XV, et la Roumanie de la deuxième division.

## Première édition en Argentine
La première édition s'est déroulée entièrement en Argentine à Buenos Aires et à San Miguel de Tucuman du 14 au 21 octobre 1995.
Le XV de France remporte le tournoi en gagnant aisément ses trois matches. L'Argentine, pays hôte, se montre très solide face aux deux nations de niveau inférieur (l'Italie et la Roumanie) mais les Pumas subissent une sévère déconvenue face au XV de France.

### Résultats
| No | Date            | Lieu                            | Match                | Score   | Compétition  |
| -- | --------------- | ------------------------------- | -------------------- | ------- | ------------ |
| 1  | 14 octobre 1995 | Buenos Aires Argentine          | France – Italie      | 34 – 22 | Coupe latine |
| 2  | 14 octobre 1995 | Buenos Aires Argentine          | Argentine – Roumanie | 51 – 16 | Coupe latine |
| 3  | 17 octobre 1995 | San Miguel de Tucumán Argentine | France – Roumanie    | 52 – 8  | Coupe latine |
| 4  | 17 octobre 1995 | San Miguel de Tucumán Argentine | Argentine – Italie   | 26 – 6  | Coupe latine |
| 5  | 21 octobre 1995 | Buenos Aires Argentine          | Argentine – France   | 12 – 47 | Coupe latine |
| 6  | 21 octobre 1995 | Buenos Aires Argentine          | Italie – Roumanie    | 40 – 3  | Coupe latine |

### Classement
| Place | Équipe    | Points | J | V | N | D | PP  | PC  | Δ    |
| 1     | France    | 9      | 3 | 3 | 0 | 0 | 133 | 42  | +91  |
| 2     | Argentine | 7      | 3 | 2 | 0 | 1 | 89  | 69  | +20  |
| 3     | Italie    | 5      | 3 | 1 | 0 | 2 | 68  | 63  | +5   |
| 4     | Roumanie  | 3      | 3 | 0 | 0 | 3 | 27  | 143 | -116 |

## Seconde édition en France
La deuxième (et dernière) édition s'est déroulée entièrement en France en Armagnac-Bigorre, du 18 au 26 octobre 1997. Elle est remportée par le XV de France pour la seconde fois.

### Résultats
| No | Date            | Lieu           | Match                | Score   | Compétition  |
| -- | --------------- | -------------- | -------------------- | ------- | ------------ |
| 1  | 18 octobre 1997 | Auch France    | France – Italie      | 30 – 19 | Coupe latine |
| 2  | 18 octobre 1997 | Auch France    | Argentine – Roumanie | 45 – 18 | Coupe latine |
| 3  | 22 octobre 1997 | Lourdes France | France – Roumanie    | 39 – 3  | Coupe latine |
| 4  | 22 octobre 1997 | Lourdes France | Italie – Argentine   | 18 – 18 | Coupe latine |
| 5  | 26 octobre 1997 | Tarbes France  | France – Argentine   | 32 – 27 | Coupe latine |
| 6  | 26 octobre 1997 | Tarbes France  | Italie – Roumanie    | 55 – 32 | Coupe latine |

### Classement
| Place | Équipe    | Points | J | V | N | D | PP  | PC  | Δ   |
| 1     | France    | 9      | 3 | 3 | 0 | 0 | 101 | 49  | +52 |
| 2     | Argentine | 6      | 3 | 1 | 1 | 1 | 90  | 68  | +22 |
| 3     | Italie    | 6      | 3 | 1 | 1 | 1 | 92  | 80  | +12 |
| 4     | Roumanie  | 3      | 3 | 0 | 0 | 3 | 53  | 139 | -86 |